# Tichowtungia aerotolerans
Tichowtungia aerotolerans ist eine Art der Bakterien. T. aerotolerans nutzt die Gärung zur Energiegewinnung. Der Referenzstamm S-5007T (alias MCCC:1H00402 und
KCTC:15876) wurde aus Meeresboden isoliert. Er zeigt unter Ausschluss von Sauerstoff (unter anaeroben Bedingungen) das beste Wachstum; gedeiht aber auch unter sauerstoffarmen (mikroaeroben) Bedingungen, zeigt dann jedoch nur geringes Wachstum.
T. aerotolerans ist die einzige Art der Klasse Tichowtungiia mit einer gültigen Beschreibung.
Die Klasse zählt zu der Abteilung (Phylum) Kiritimatiellota (auch als Kiritimatiellaeota bezeichnet) innerhalb der PVC-Gruppe. Diese Bakterienphylum ist in verschiedenen sauerstofffreien (anoxischen) Umgebungen weit verbreitet und eine ökologisch wichtigen Gruppe, von der bis jetzt allerdings nur wenige Arten beschrieben sind (Stand August 2024).

## Merkmale
Die Zellen von Tichowtungia sind unbeweglich und kokkenförmig,  Flagellen sind nicht vorhanden. Die Zellen treten entweder einzeln oder paarig auf. Es wurde keine Sporenbildung beobachtet. Der Gram-Test verläuft negativ, d. h. es ist eine äußere Membran, ein periplasmatischer Zwischenraum und eine zytoplasmatische Membran vorhanden. Die Zellen bilden extrazelluläre polymere Substanzen (EPS).

## Stoffwechsel und Wachstum
Tichowtungia ist heterotroph, das heißt es benötigt organische Stoffe zur Ernährung. Das Bakterium nutzt zur Energiegewinnung die Gärung von Galaktose, Fruktose und Glukose. Die Zellen können weder Sulfat, Sulfit, Nitrat noch Nitrit als Elektronenakzeptoren nutzen, können diese also für ihre Atmungsprozesse nicht verwenden.
Die Zellen sind negativ für Oxidase, ein Enzym, das in vielen Organismen in der Atmungskette beteiligt ist. Sie sind jedoch schwach positiv für Katalase, ein Enzym, das Wasserstoffperoxid abbaut, wenn sie unter mikroaeroben Bedingungen (mit wenig Sauerstoff) wachsen.
Tichowtungia-Zellen sind in der Lage, unter mikroaeroben Bedingungen (bis zu 5 % Sauerstoff) auf Agarplatten zu wachsen, was sie von den streng anaeroben, nah verwandten Arten (wie Kiritimatiella glycovorans und Pontiella desulfatans) unterscheidet.
Allerdings ist das Wachstum unter mikroaeroben Bedingungen deutlich schwächer als unter anaeroben Bedingungen. Des Weiteren wurden viele mit antioxidativen Prozessen zusammenhängende Gene gefunden. Antioxidantien sind chemische Verbindungen, die den Organismus gegen Sauerstoffradikale schützen. Die Aerotoleranz ist eine wichtige Eigenschaft für das Wachstum in mikroaeroben Lebensräumen wie marinen Oberflächensedimenten, wo geringe Mengen an Sauerstoff vorhanden sind. Die Zellen sind schwach positiv für den Test der Produktion von Schwefelwasserstoff (H2S) und den Voges-Proskauer-Test.
Der Temperaturbereich für das Wachstum liegt bei 15–45 °C (Optimum: 33–35 °C). Das Wachstum erfolgt bei einem pH-Wert von 6,0–8,5 (Optimum: pH 7,0–7,5) und mit 0,5–8,0 % (w/v) NaCl (Optimum: 3,0–4,0 %).

## Genetik
Das Genom des Referenzstammes S-5007T besteht aus einem einzigen zirkulären Chromosom mit einem GC-Gehalt von 53,1 mol%. Es ist eine relativ hohe Anzahl von Genen vorhanden, die für Enzyme des Kohlenhydratstoffwechsels (297 Gene) und des Aminosäurestoffwechsels (224 Gene) kodieren. Dies deutet darauf hin, dass Tichowtungia eine starke Präferenz für die Nutzung von Kohlenhydraten als primäre Energiequelle hat, was bei freilebenden und chemoheterotrophen Bakterien üblich ist. Im Gegensatz dazu ist die Anzahl der Gene, die am Stoffwechsel von Nukleotiden (69) und Lipiden (71) beteiligt sind, viel geringer. Wahrscheinlich spielen solche Verbindungen eine untergeordnete Rolle als Nahrung. Eine Vorliebe für den Kohlenhydratstoffwechsel scheint ein typisches Merkmal freilebender und chemoheterotrophen Mitgliedern der PVC-Gruppe (mit den Planctomyceten, Verrucomicrobiota und Chlamydien) zu sein, die häufig auf die Nutzung von relativ schwer abbaubaren Polysacchariden (Mehrfachzucker) und Glykopolymeren spezialisiert sind.
Das Genom kodiert auch eine beträchtliche Anzahl von Genen, die mit dem Ionentransport (235 Gene) und den Signaltransduktionswegen (137 Gene) zusammenhängen. Dies deutet darauf hin, dass Tichowtungia eine hohe Fähigkeit besitzt, auf Umweltreize zu reagieren, was für das Überleben in verschiedenen Lebensräumen entscheidend ist.

## Systematik
Die Gattung Tichowtungia ist benannt zu Ehren von Ti-Chow Tung (andere Namensschreibweisen sind Di-Zhou Tong oder Dizhou Tong, 1902–1979), einem angesehenen chinesischen Biologen, dem Hauptbegründer der chinesischen experimentellen Embryologie. Der Artname T. aerotolerans deutet auf die Fähigkeit, Sauerstoff zu tolerieren, hin.
Tichowtungia aerotolerans wurde 2020 beschrieben und der hierzu neu aufgestellten Klasse Tichowtungiia zugeordnet. Die Klasse zählt zu der von Stefan Spring 2020 neu aufgestellten Abteilung (Phylum) Kiritimatiellota (auch als Kiritimatiellaeota bezeichnet). Im August 2024 waren mit Tichowtungia nur drei beschriebene Gattungen innerhalb dieses Phylums vorhanden. Neben Tichowtungia sind es noch die zwei Gattungen Kiritimatiellia (2017 beschrieben) und Pontiella (2020) der Klasse Kiritimatiellia. Die phylogenetische Analyse zeigt, dass sie eine eher geringe Ähnlichkeit mit den nächsten bekannten verwandten Arten aufweist, was auf eine eigene evolutionäre Abstammung hinweist und die Einführung einer neuen Klasse rechtfertigt. So zeigt die Art Pontiella sulfatiregulans F21T eine Übereinstimmung von 89 % und Kiritimatiella glycovorans L21-Fru-ABT von 84,9 %.
Das Phylum Kiritimatiellota wird zur PVC-Gruppe gestellt, einer Klade (Verwandtschaftsgruppe) von mehreren Abteilungen. Der Name setzt sich aus den drei Großgruppen der Planctomyceten, Verrucomicrobiota und Chlamydien zusammen. Im Laufe der Zeit wurden noch weitere, phylogenetisch nahe stehende Abteilungen entdeckt und hier eingegliedert, darunter außer den Kiritimatiellota u. a. noch die Lentisphaerae (Lentisphaerae) vorhanden. Das PVC-Superphylum ist eine monophyletische Gruppe, die aus dem Vergleich molekularer Sequenzen abgeleitet wurde. Einige weisen genetische und zelluläre Merkmale auf, die für Bakterien ungewöhnlich, aber für Eukaryoten oder Archaeen charakteristisch sind. Daher ist diese Gruppe von besonderen Interesse.